# Cassim Langaigne
Cassim Langaigne (né le 27 février 1980 à Grenade) est un joueur de football international grenadien, qui évoluait au poste de milieu de terrain.

## Biographie

### Carrière en sélection
Avec l'équipe de Grenade, il joue 52 matchs (pour 4 buts inscrits) depuis 2009. 
Il figure notamment dans le groupe des sélectionnés lors des Gold Cup de 2009 et de 2011.